# Józef Szpunar
Józef Szpunar (ur. 29 maja 1911 w Soninie, zm. 26 marca 1990 w Glasgow) – podoficer Wojska Polskiego II Rzeczypospolitej i Polskich Sił Zbrojnych na Zachodzie, kawaler Orderu Virtuti Militari. Sierżant 10 Kompanii Saperów 1 Dywizji Pancernej (PSZ) na Zachodzie.

## Życiorys
Urodził się 29 maja 1911 roku w Soninie. Syn Jana i Marii Szpunar. W 1932 roku został zaprzysiężony w 4 Pułku Saperów, a w 1933 roku w pułku tym ukończył szkołę podoficerską saperów. W latach 1937–1939 pracował w Państwowej Składnicy Zbrojeniowej nr 2 w Dęblinie. Zmobilizowany 10 lipca 1939 roku, uczestniczył w Kampanii wrześniowej 1939 roku walcząc w 90 Batalionie Motorowym Saperów w ramach 10 Brygady Kawalerii dowodzonej przez płk. Stanisława Maczka. Po agresji ZSRR na Polskę 19 września 1939 roku przekroczył granicę polsko-węgierską, po czym został rozbrojony i internowany na Węgrzech. Po wydostaniu się z internowania dotarł do Francji i wziął udział w obronie Francji w 1940 roku.
Po upadku Francji przedostał się do Wielkiej Brytanii i został wcielony do 10 Kompanii Saperów. Jako dowódca drużyny w I plutonie brał udział w operacjach 1 Dywizji Pancernej we Francji, Belgii i Holandii. Ciężko ranny 7 grudnia 1944 roku został ewakuowany do Wielkiej Brytanii.
Po zakończeniu wojny pozostał w Anglii. Zamieszkał z żoną Jadwigą w Glasgow i pracował jako zegarmistrz.

### Awanse
- Kapral – 15.08.1934
- Plutonowy – 11.05.1943
- Sierżant – 15.04.1946

### Przebieg służby wojskowej
- W Polsce 10.07.1939 – 19.09.1939 4 pułk saperów (90 Batalion Saperów)
- We Francji 20.04.1940 – 21.06.1940 Kompania Zmotoryzowana Saperów
- W Wielkiej Brytanii  od 24.06.1940 10 Kompania Saperów
- Ranny w akcji 07.12.1944 roku
- 14.01. 1945r ewakuowany do Wielkiej Brytanii przez RAF

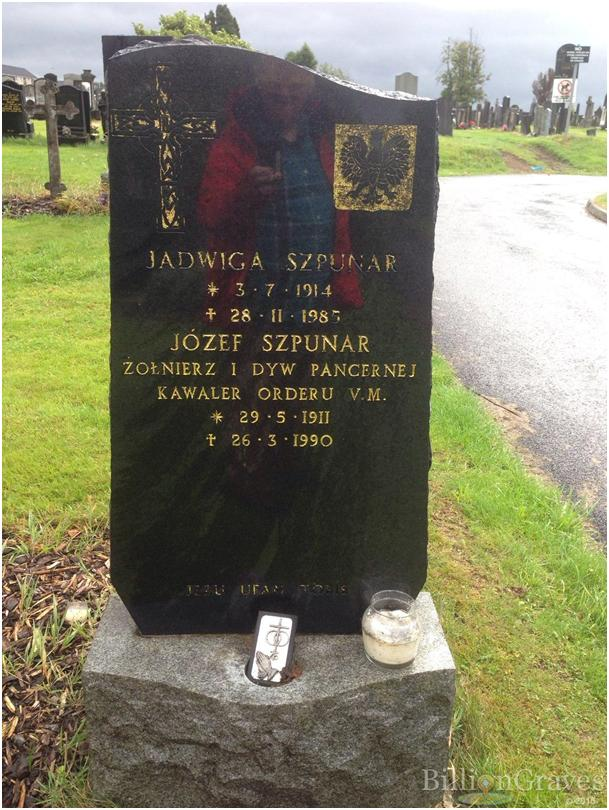
Grób Józefa Szpunara na cmentarzu Dalbeth w Glasgow

## Odznaczenia
- Krzyż Srebrny Virtuti Militari – za kampanię we Francji Belgii, Holandii i Niemczech 1944-45[2]
- Krzyż Walecznych za kampanię wrześniową[3]
- Krzyż Walecznych po raz drugi za kampanię we Francji Belgii, Holandii i Niemczech 1944-45[4]
- Odznaka Honorowa za Rany i Kontuzje
- Krzyż Kampanii Wrześniowej
- Krzyż wojenny ze złotą gwiazdą (franc.Croix de Guerre) za kampanię 1944-1945[5]
- 1939-1945 Star (Gwiazda za wojnę 1939-1945)
- France and Germany Star (Gwiazda za Francję i Niemcy)
- Defence Medal (Medal Obrony)
- War Medal 1939-1945 (Medal za Wojnę 1939-1945)